# Tórium-dioxid
A tórium-dioxid (ThO2) a tórium aktinoida fém egyetlen ismert oxidja. Köbös, fluorit típusú kristályrácsot alkot. Az olvadáspontja az oxidok közt a legmagasabb. Lúgok nem, erős savak pH 4 alatt gyengén oldják. A természetben thorianit ásványként fordul elő.

## Fizikai tulajdonságai
| λ (nm) | n     |
| ------ | ----- |
| 589,3  | 2,105 |
| 564,1  | 2,110 |
| 435,8  | 2,135 |

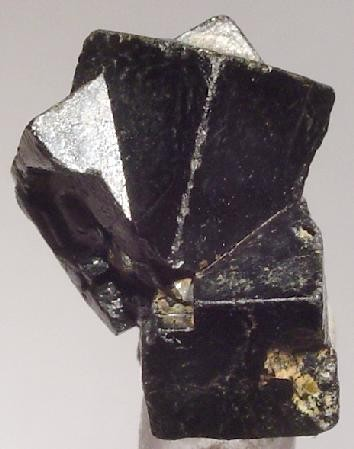
Thorianit ikerkristály

Tiszta formában fehér színű, szagtalan por. Thorianitoknál előforduló, szennyezéseknek tulajdonítható kettőstörést nem mutat. Törésmutatója nagy, a hullámhossz függvényében csak kissé változik. A törésmutatóhoz 28° kritikus szög tartozik, amelynél nagyobb szögben kilépni próbáló fénysugár nem képes elhagyni a közeget, hanem visszaverődik.

## Felhasználása
- Az Auer-égő harisnyája tórium-dioxid és cérium-dioxid 99:1 arányú keverékéből áll, ami a tórium és cérium nitrátjával átitatott harisnya első kiégetésénél jön létre.
- Hőálló kerámiák alapanyaga.
- Laboratóriumi olvasztótégelyeket készítenek belőle.
- 2500 K felett használatos volfrám ellenállás-fűtésű kemencékben a volfrámkamra és a kemence fala közötti hőálló bélés anyaga.[5]
- Régebben nagy törésmutatójú optikai üvegek, lencsék készítésére használták, de a radioaktív bomlás idővel az üveg sárgulását, barnulását okozza. Emiatt helyette manapság már lantán-oxidot használnak.
- A Ruzicka szintézis katalizátora:

- A Fischer-Tropsch szintézis standard kobalt katalizátorához adva a keletkező szénhidrogének lánchosszúságát növeli. Tisztán is alkalmazható ennek a szintézisnek a katalizátoraként azzal a nagy előnnyel a Co, Fe, Ru alapú katalizátorokkal szemben, hogy a kén nem mérgezi el, valamint az elágazó szénláncú termékek (iso-C4) arányát növeli.[6]
- Védőgázas ívhegesztéshez használt volfrám elektródák 2-3% ThO2 stabilizátort tartalmaznak. Fő alkalmazási területe a magasan ötvözött és rozsdamentes acélok egyenáramú hegesztésénél van. Az adalékolás javítja a gyújtótulajdonságot, növeli az élettartamot és az áramterhelhetőséget.[7]
- Röntgen kontrasztanyagként használták 1931-től Thorotrast néven, amely 25%-os ThO2 kolloid szuszpenzió. A használat során felmerült egészségkárosító mellékhatásai miatt 1950-es évekre mindenhol kivonták a forgalomból. Újonnan kifejlesztett, jóval biztonságosabb hidrofil jódvegyületek vették át a szerepét.
- Tórium alapú atomreaktorokban (pl. AHWR) a hasadóanyagot tórium-dioxid formájában alkalmazzák.[5]

## Élettani hatása

Thorotrast röntgen-kontrasztanyag üvege és doboza

Negatív élettani hatásairól sok adat van, mivel a Thorotrastot több mint 30 évig használták az egészségügyben. Egészségkárosító hatását a tórium alfa-bomlása okozza azokban a szervekben –máj, lép, nyirokcsomók, csontok –, amelyekben felhalmozódik. Biológiai felezési idejét 22 évre becsülik, azaz aki kapott belőle, az gyakorlatilag élete végéig ki van téve a sugárzásnak, mert rendkívül lassan ürül ki a szervezetből. A májrák (vagy epevezetékrák) kockázata egykor Thorotrastot kapott betegek esetében jóval több mint százszorosa, leukémiakockázata hússzorosa a normálisnak.